# 光学伝達関数
光学伝達関数（こうがくでんたつかんすう、英: Optical Transfer Function、OTF）とは、光学系の点像強度分布の二次元フーリエ変換。
無限に小さい点物体の基準原点を中心に像面内に直角座標 (u , v ) をとり、点像の強度分布をPSF(u , v )、u 方向の空間周波数をr 、v 方向の空間周波数をs とするとき、OTFは下の式で示される。
{\displaystyle \mathrm {OTF} (r,s)=\iint _{\mathbf {R} ^{2}}\mathrm {PSF} (u,v)e^{-i2\pi (ru+sv)}\mathrm {d} u\mathrm {d} v=\mathrm {MTF} (r,s)e^{i\mathrm {PTF} (r,s)}}
ここで、
- MTF：OTFの絶対値 （Modulation Transfer Function）
- PTF：位相のずれを空間周波数の関数としたもの（Phase Transfer Function）

である。

## MTF曲線
カメラレンズメーカーがレンズの性能を示す指標としてMTFの値を図式化して使用する。X軸がセンサー中央からの距離でY軸が空間周波数を固定した場合のコントラストを示している。単焦点の場合は図は一枚だがズームレンズの場合は広角側と望遠側の二枚の図を示すことが多い。解像度とコントラストの再現性によりレンズの性能を図示するが計測した条件が同じでないと比較の対象にはならないので基本的に同一メーカーの製品のみに有効である。